# Уеска (провінція)
Уе́ска (ісп. Huesca, араг. Uesca) — провінція на північному сході Іспанії у складі автономного співтовариства Арагон. Вона межує з провінціями Наварра, Сарагоса, Льєйда, а також Францією. Адміністративний центр — місто Уеска.
Площа провінції — 15 626 км². Населення — 228 566 осіб, з них майже чверть живе у столиці провінції; густота населення — 14,62 особи/км². Адміністративно поділяється на 202 муніципалітети.